# Henrique da Silva da Fonseca da Cerveira Leite
Henrique da Silva da Fonseca de Cerveira Leite (Porto, 30 de julho de 1784 — Coimbra, 16 de janeiro de 1852) foi um oficial general do Exército Português que se distinguiu na Guerra Civil Portuguesa. Foi o primeiro titular do título de Visconde de Alcobaça, um título  atribuído por decreto de 22 de Dezembro de 1841, pela rainha D. Maria II.

## Biografia
Henrique da Silva da Fonseca de Cerveira Leite foi um dos mais importantes militares das Guerras Liberais. Foi perseguido pelos absolutistas e obrigado a exilar-se, primeiro na Galiza, e depois em Inglaterra. Atingiu o posto de Coronel, liderando o Regimento de Infantaria n.º 18, e mais tarde, em 1832, comandou uma das divisões do exército que desembarcou no Mindelo.
Recebeu o título em vida de barão de Alcobaça em 1 de dezembro de 1834 e, em 1841, o de visconde de Alcobaça de juro e herdade. Foi comendador da Ordem de Avis e oficial da Ordem Militar de Torre e Espada.